# گلسنگ روباه‌کش
گلسنگ روباه‌کش (نام علمی: Letharia vulpina) نام یک گونه از خانواده فراخ‌برگان است.